# André Mounier
Pour les articles homonymes, voir Mounier.
André Mounier (Oued Seguin, 23 août 1913 - Mort pour la France en mer Méditerranée le 21 septembre 1941), est un avocat et résistant français, Compagnon de la Libération. Officier de réserve mobilisé en 1939, il refuse la défaite en 1940 et crée un réseau de renseignement fournissant de précieuses informations aux troupes britanniques basées à Malte. Il meurt en effectuant une liaison par avion lors d'une mission secrète entre Malte et la Tunisie.

## Biographie

### Jeunesse et engagement
André Mounier naît le 23 août 1913 à Oued Seguin, dans le département de Constantine en Algérie française. Il passe toute son enfance en Algérie où il est scout puis fait des études de droit à Alger. Tout en obtenant sa licence de droit, il effectue une préparation militaire supérieure à l'issue de laquelle il obtient le grade de sous-lieutenant. Il effectue son service militaire à partir de 1934, d'abord à l'école de cavalerie de Saumur puis au 3e régiment de chasseurs d'Afrique à Constantine,. Promu lieutenant, ses supérieurs tentent de le convaincre de s'engager mais il préfère être libéré pour devenir avocat à la cour de Tunis.

### Seconde Guerre mondiale
Au déclenchement de la Seconde Guerre mondiale, il est mobilisé au 1er régiment étranger de cavalerie à Sousse et envoyé sur la ligne Mareth. Il s'y trouve toujours lorsqu'est signé l'armistice du 22 juin 1940. Démobilisé en septembre 1940 et refusant la défaite, il crée un réseau de renseignement portant son nom et destiné à surveiller les convois maritimes allemands et italiens descendant le long des côtes de Tunisie. Ayant acquis un petit navire de pêche, il réussit à se rendre à Malte où il établit la liaison avec les troupes britanniques et fournit ses renseignements à l'Intelligence Service. Renvoyé en Tunisie par sous-marin, il met en place trois postes émetteurs permettant des liaisons directes avec les Britanniques pour leur fournir de nombreuses informations sur le trafic maritime ennemi. Ces précieux renseignements permettent à la Royal Navy et à la Royal Air Force de causer d'importants dommages aux marines ennemies.
En parallèle de son cabinet d'avocat, André Mounier crée une société de pêche qui lui sert de couverture pour les nombreux déplacements en mer qu'il effectue dans le cadre de l'activité de son réseau. Ainsi, chaque mois, lui et ses hommes déguisés en pêcheurs rencontrent au large des côtes tunisiennes un sous-marin britannique qui leur fournit matériel et documents. Mounier diversifie ensuite l'action de son réseau en se lançant dans le sabotage. Le sous-marin allié lui fournit désormais des explosifs avec lesquels il détruit de nombreux navires italiens ainsi que des véhicules des troupes vichystes en route vers la Libye. En mars 1941, le réseau est renforcé par l'arrivée de François Vallée et de Henri Gaillot, futurs agents du Special Operations Executive. Les 7 et 9 juin, les trois hommes détruisent les cargos italiens Sirio et Achille mais le 23 juin, en tentant de couler le pétrolier Proserpina, François Vallée est arrêté. Henri Gaillot est également fait prisonnier quelques jours plus tard et André Mounier est contraint de s'échapper vers Malte le 26 juin.
Engagé le 19 août 1941 dans les forces françaises libres, il est pressenti pour retourner en Afrique y effectuer des opérations spéciales. Le 21 septembre 1941, il embarque à bord d'un Heinkel He 115 en direction des côtes tunisiennes. Mais peu de temps après le décollage, l'hydravion s'abîme en mer et aucun des quatre occupants de l'appareil ne survit.

## Décorations
|  |  |  |

| Chevalier de la Légion d'honneur | Chevalier de la Légion d'honneur | Compagnon de la Libération | Compagnon de la Libération | Croix de guerre 1939-1945 Avec une palme | Croix de guerre 1939-1945 Avec une palme |

## Hommages
À Sousse, son nom figure sur deux plaques commémoratives à l'église Saint-Félix,.